# آگوستو میدانا
آگوستو میدانا (به انگلیسی: Augusto Midana ؛ زادهٔ ۲۰ مهٔ ۱۹۸۴) یک کشتی‌گیر آزادکار اهل گینه بیسائو است. وی سابقه حضور در المپیک ۲۰۲۰ توکیو را دارد.